# HD 14728
HD 14728，又名BD-18 409，SAO 148356、HR 693，是一颗恒星，视星等为5.87，位于銀經193.3，銀緯-67.06，其B1900.0坐标为赤經2h 17m 22.2s，赤緯-18° -67.06′ 2″。